# Ferruccio Dalla Torre
Ferruccio Dalla Torre (San Candido, 4 de noviembre de 1931-Pontassieve, 12 de marzo de 1987) fue un deportista italiano que compitió en bobsleigh en la modalidad cuádruple. Ganó tres medallas en el Campeonato Mundial de Bobsleigh entre los años 1959 y 1963.

## Palmarés internacional
| Campeonato Mundial | Campeonato Mundial           | Campeonato Mundial | Campeonato Mundial |
| Año                | Lugar                        | Medalla            | Prueba             |
| ------------------ | ---------------------------- | ------------------ | ------------------ |
| 1959               | Sankt Moritz (Suiza)         | Medalla de plata   | Cuádruple          |
| 1962               | Garmisch-Partenkirchen (RFA) | Medalla de plata   | Cuádruple          |
| 1963               | Igls (Austria)               | Medalla de oro     | Cuádruple          |